# Omar Zoboli
Omar Zoboli (Modena, 1953) è un oboista italiano, professore alla Hochschule für Musik Basel.

## Formazione
Ha studiato l'oboe in Italia con Sergio Possidoni a Milano e contemporaneamente ha frequentato la facoltà di Filosofia presso l'Università di Bologna.
Si è poi trasferito in Germania per studiare con Heinz Holliger e, nel 1978 ha ottenuto il diploma di solista alla Musikhochschule di Freiburg in Brisgovia.
Nello stesso anno ha vinto il 1º Premio al Concorso Internazionale di Ancona e alla Rassegna Italiana di Giovani Interpreti della RAI.
Ha frequentato corsi di perfezionamento in oboe barocco con Paul Dombrecht.

## Attività
Le sue prime  registrazioni con opere di Antonio Pasculli hanno destato l'interesse della critica internazionale e gli hanno permesso di farsi conoscere con  recital e concerti come solista in molti festival in Europa (Parigi, Berlino, Schleswig-Holstein, Zurigo, Varsavia, Milano), negli Stati Uniti e in Giappone, suonando come solista accompagnato da orchestre come la Suisse Romande a  Ginevra, la Tonhalle di Zurigo, la Kammerorchester di Basilea, la Radiotelevisione della Svizzera Italiana Lugano, la RAI, la Verdi e I Pomeriggi Musicali a Milano, la  Rotterdam Philharmonic, la Radio Cracovia.
Oltre all'oboe moderno, suona la musica del periodo barocco e classico su strumenti originali dell'epoca, estendendo poi l'interesse musicale verso altri strumenti quali il sax soprano.
Nel 1982 ha fondato l'Ottetto Classico Italiano (complesso di fiati), con il quale si è esibito in tutta Europa.
È stato primo oboe dell'Orchestra della RAI di Napoli, della Radio della Svizzera Italiana, dell'Orchestra Sinfonica di San Gallo, dell'Orchestra da camera di Basilea. Con l'oboe barocco e classico ha collaborato con il Concentus Musicus Wien (Harnoncourt), il Giardino Armonico (Antonini), l'Orchestra La Scintilla di  Zurigo e I Barocchisti (Diego Fasolis). 
Ha registrato una trentina di dischi con opere dal Barocco ai giorni nostri per Accord, Claves Records, Divox, Ex Libris, Harmonia Mundi, Jecklin, Koch-Schwann, Stradivarius, Teldec, ecc.
Ha eseguito in prima assoluta opere a lui dedicate da Sylvano Bussotti, Niccolò Castiglioni, Paul Glass, Eric Gaudibert, Francesco Hoch, Alessandro Lucchetti, Luca Mosca, Albert Moeschinger, Mario Pagliarani e Gianni Possio.
Dal 1991 si è esibito, oltre che come solista, anche come direttore d'orchestra di propri progetti.
È stato docente di oboe e di musica da camera presso la Hochschule für Musik Basel dal 1988 al 2018. Attualmente insegna la musica da camera al Conservatorio della Svizzera Italiana, Lugano.
Tiene corsi di perfezionamento in Inghilterra, Spagna, Portogallo, Germania, Svezia, Svizzera (presso la Kammermusik-Akademie Blonay), Italia, Repubblica Ceca, Cina e America del Sud.